# Tiger (mascotte)
Tiger en zijn vrouwelijke tegenhanger Tigergirl zijn de mascottes van de Nederlandse betaaldvoetbalclub FC Utrecht. Zoals de naam al aangeeft zijn het twee tijgers, die beiden het clubtenue dragen. Tigergirl draagt onder het shirt echter een rok.
De mascottes zijn aanwezig bij elke thuiswedstrijd van de Utrechtse club, waar ze de Junior Tigers (de leden van de gelijknamige kinderclub voor fans onder de 12 jaar) begeleiden, en daarnaast vóór de wedstrijd en tijdens de rust enthousiasme trachten te kweken bij het publiek.